# Ivan Vyhivskyi
Ivan Vyhivskyi (en ukrainien :  Іван Михайлович Вигівський), né le 26 mars 1980, est le chef de la police nationale depuis le 20 janvier 2023.

## Biographie
Le 20 janvier 2023, il est nommé directeur de la Police nationale par intérim et général .